# Chiesa di San Barnaba Apostolo (Lendinara)
La chiesa di San Barnaba è un luogo di culto cattolico di Saguedo, frazione di Lendinara, in provincia di Rovigo e diocesi di Adria-Rovigo. 
Come parrocchia è stata inglobata insieme a quella della vicina Barbuglio sotto al Duomo di Lendinara, che include tutte le parrocchie del centro e delle frazioni, ad esclusione di Rasa, Ramodipalo e Sabbioni. 
Questa chiesa è chiusa dal 2019 per infiltrazioni di acqua piovana.

## Storia e descrizione
Il 3 aprile 1170 il fondo Saguedum viene citato per iscritto in un atto notarile. I marchesi estensi Alberto e Obizzo ottengono il feudo di alcune terre prospicienti Lendinara dall’abate dalla Vangadizza, un certo Isacco. Questa concessione verrà in seguito confermata sia dal papa Alessandro III, sia dall'imperatore Federico Barbarossa nel 1177.
Nel 1556 viene ricostruita dopo la distruzione per opera di un cataclisma. Dopo la ricostruzione ottiene il riconoscimento di parrocchia. Quando nel 1564 il vescovo di Adria viene a farle visita, ad occuparsi della chiesa c'era don Lorenzo Bernardi. 

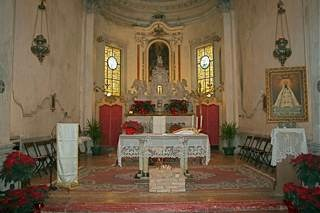
Altare maggiore e abside

Era dotata di ben 5 altari in legno dedicati a San Barnaba, alla Madonna, a Santa Lucia, a San Giuliano e ai Santi Cosma e Damiano. Viene progettata dall'architetto lendinarese Don Giacomo Baccari in stile neoclassico, e completata nel 1797. Segue uno stile di tipo neoclassico, equilibrato nelle proporzioni ed elegante nelle partiture. La facciata è scandita da quattro lesene culminanti con capitelli corinzi, sui quali si appoggia un frontone con bordatura dentellata, sormontato da tre statue rappresentanti la Fede, la Speranza e la Carità, attribuite a Pietro Muttoni. L’interno, a singola navata, ospita alcune pregevoli opere tra cui due tele di Palma il Giovane eseguite circa nel 1624: si tratta di una Resurrezione di Cristo con i Santi Barnaba e Paolo in primo piano, posta nell’abside, e una Natività conservata nell’attuale sacrestia. Sul primo altare a destra si trova la pala con il Martirio di S. Apollonia eseguita da un pittore veneto della prima metà del XVII secolo. Gli altari sono stati costruiti in stile barocco con marmi policromi. 
L’interno della chiesa è decorato da pitture eseguite a tempera all’inizio dell’Ottocento. La decorazione che rappresenta la Gloria di S. Barnaba occupa il soffitto della navata, ed è riquadrata da una cornice madonata di stucco.
Pregevoli le sculture, tra cui una Madonna col Bambino inserita nella decorazione del secondo altare di sinistra e un bellissimo Angelo a braccia conserte posto su l’altare principale. Famosa è poi la formella intagliata e dorata, inserita nelle decorazioni del pulpito, ritraente la Samaritana al pozzo, realizzata negli ultimi anni del XVIII secolo da Giuseppe Fava detto "il Saccadei".
Sulla cantoria in controfacciata è presente l'organo realizzato da Giovanni Tonoli nel 1858, lo strumento è a trasmissione meccanica sospesa, dispone di un manuale ed una pedaliera concava di 26 tasti. Il quadro fonico è formato da 26 registri.
Attualmente è inutilizzato e smontato in varie parti.

### Tradizioni
Tutti gli anni, il giorno dell'Ascensione, il parroco di Saguedo di ritorno dalla processione solenne per la benedizione dell'Adige, si fermava con tutti i suoi parrocchiani nella chiesa di Barbuglio e cantava solennemente il Vangelo delle Rogazioni. Questa innocente cerimonia fu causa di continui screzi fra le due comunità: una guerra fra campanili con contusi e feriti. Erano armi ben manovrate i candelieri, le mazze delle Confraternite e i "penelli" degli stendardi. Si fece ricorso alla suprema autorità veneta del Consiglio dei Dieci. Si giunse (è il colmo) a interessare lo stesso Napoleone, che dal suo quartier generale di Mombello, l´8 messidoro (1 luglio) 1797, scrisse al "Vescovo di Rovigo" di por fine subito alla vessazione fatta alla Comunità di Barbuglio: è un'imposizione sbrigativa, nello stile del despota e del conquistatore.

## Campanile

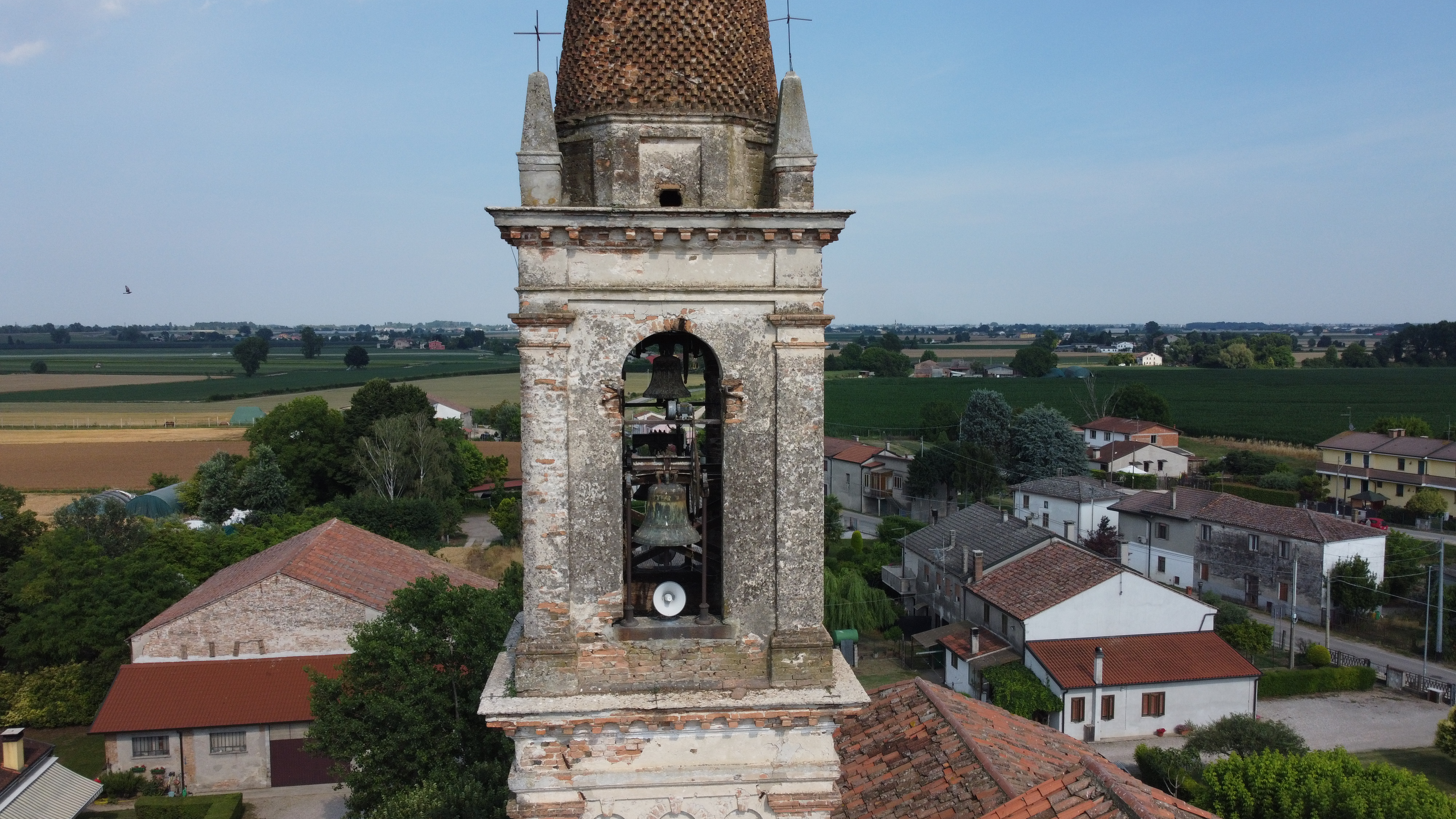
Panorama del campanile di Saguedo, visto dalla facciata della chiesa.

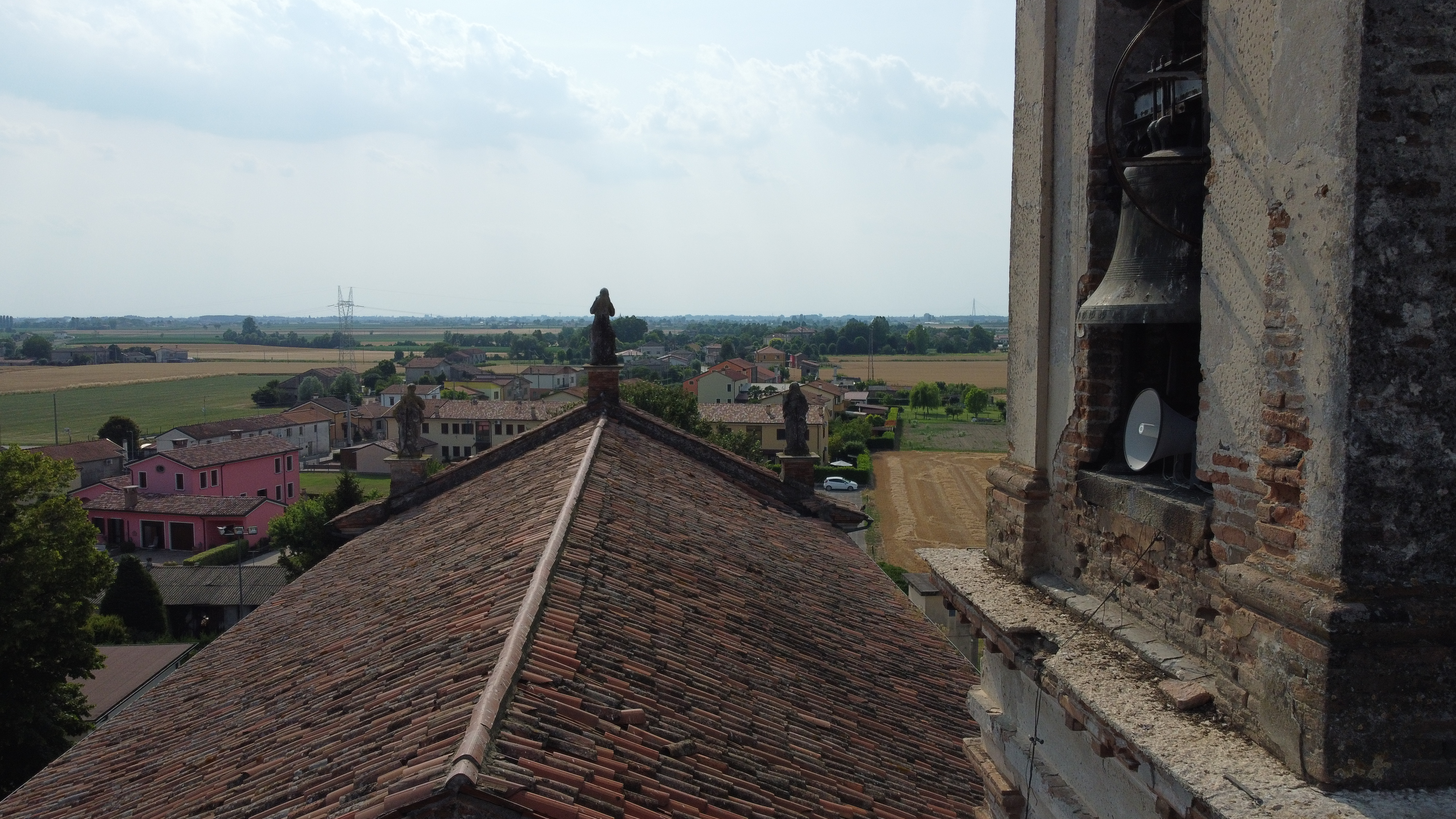
Vista del tetto della chiesa verso la facciata. A destra si può osservare la campana maggiore.

Il campanile risale con buona probabilità al Seicento. Ospita 5 campane fuse dalla fonderia Colbachini di Padova in anni diversi:
- prima

grossa, dedicata al patrono San Barnaba, fusa nell'Ottocento
- seconda, restituita nel 1948 da Colbachini Padova (restituzione bellica nº206)

Sul lato esterno riporta come iscrizione "SUB UMBRA ALARUM TUARUM PROTEGE NOS", sul lato interno riporta probabilmente un'altra iscrizione che non è possibile leggere.
- terza, restituita nel 1948 da Colbachini Padova (restituzione bellica nº206)

Sul lato esterno riporta come iscrizione "IN TE DOMINE SPERAVI NON CONFUNDAR IN AETERNUM", sul lato interno riporta probabilmente un'altra iscrizione che non è possibile leggere.
- quarta, restituita nel 1948 da Colbachini Padova (restituzione bellica nº206)

Sul lato esterno riporta come iscrizione "PROPERATE GENTES AUDITE VERBUM DEI", sul lato interno riporta probabilmente un'altra iscrizione che non è possibile leggere.
- quinta

Come si può notare dalle fotografie, le campane sono mute da fine anni '90, probabilmente a causa di motivi statici. Le note delle campane, viste le loro dimensioni, sono sol3, la3, si3, do4, re4.

Sono state "sostituite" da 4 trombe collegate a un simulatore Belltron che riproduce il suono delle campane, in attesa di eventuali fondi per il restauro.

## Galleria d'immagini

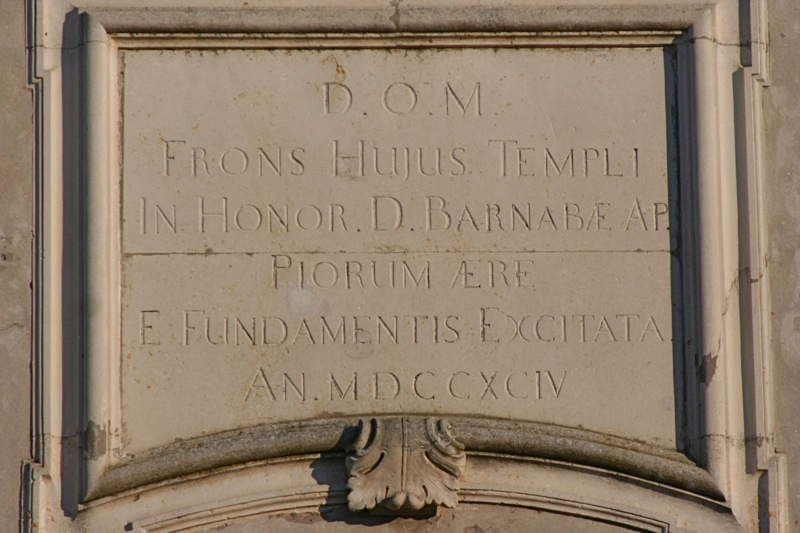
Lapide che ricorda la ricostruzione della chiesa, collocata sopra il portale di ingresso.
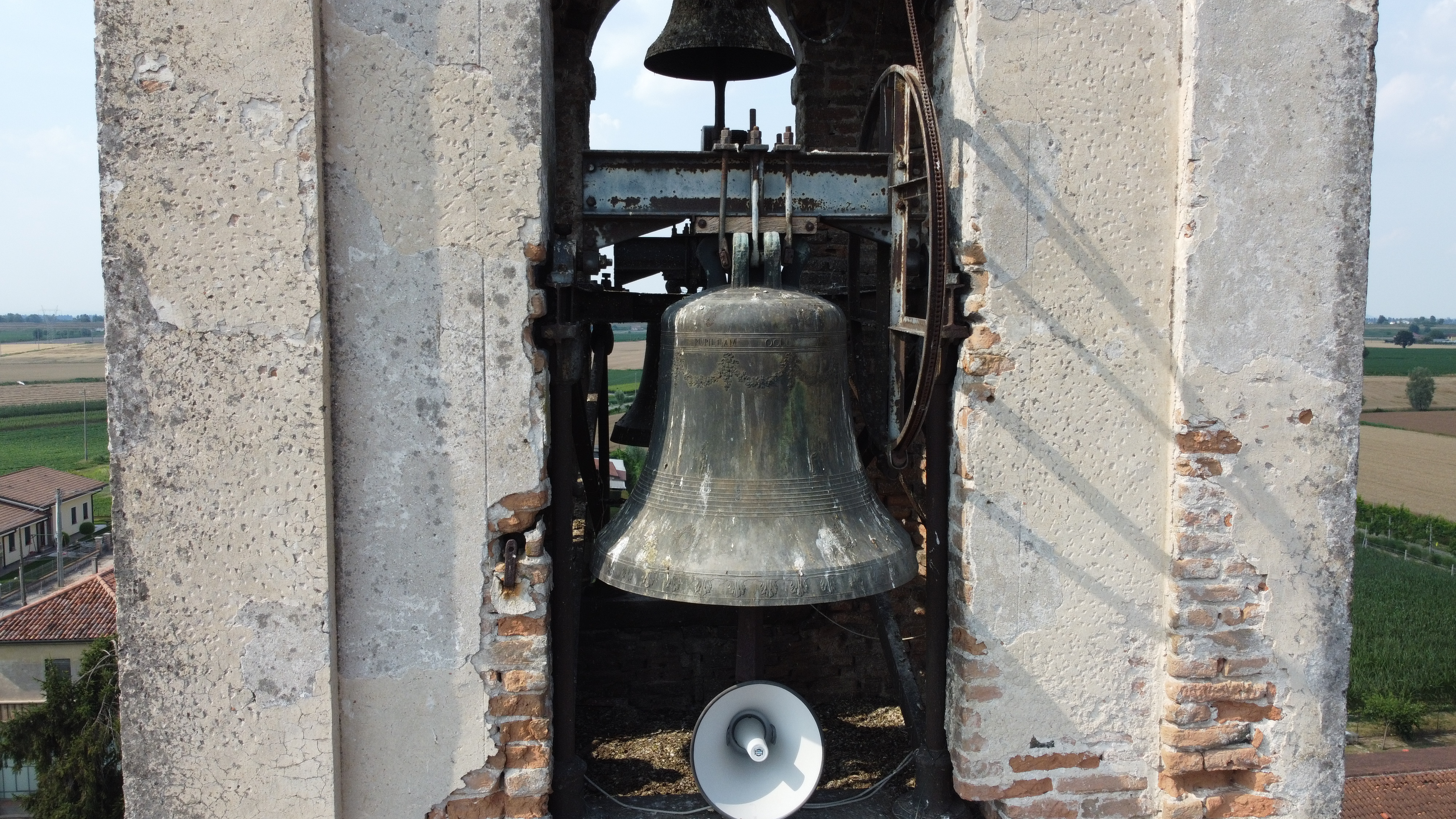
Campana maggiore
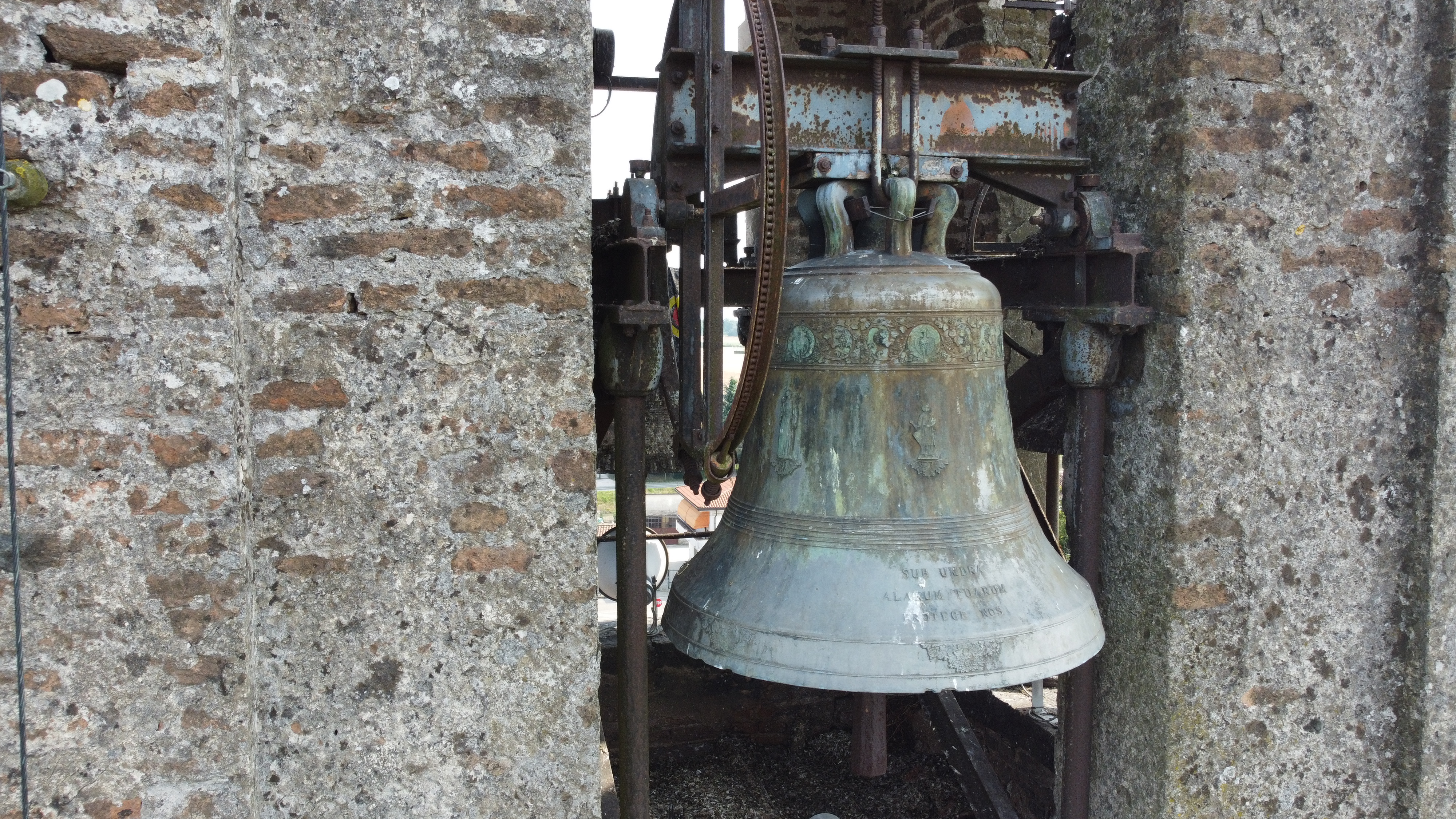
Campana seconda
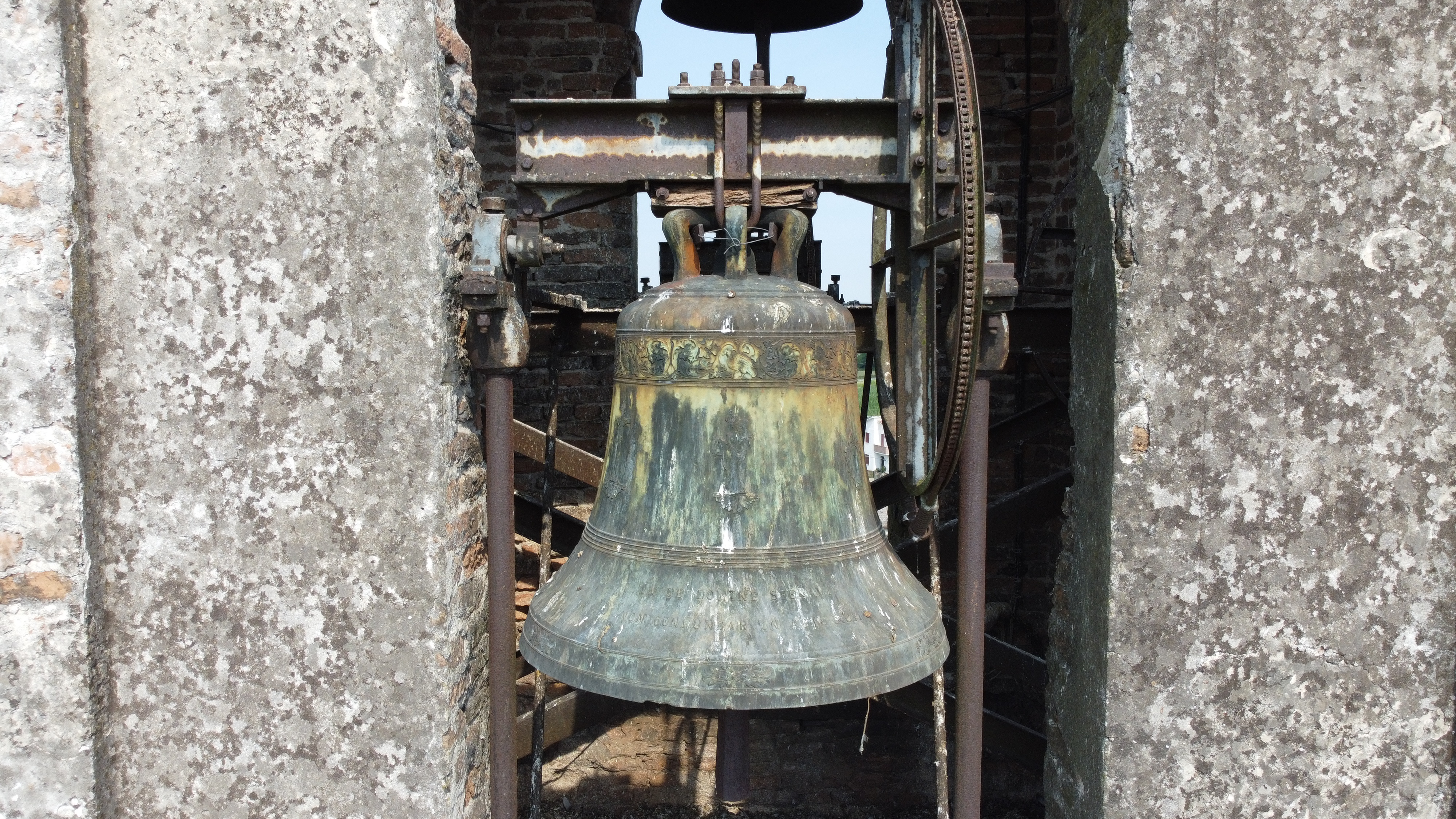
Campana terza
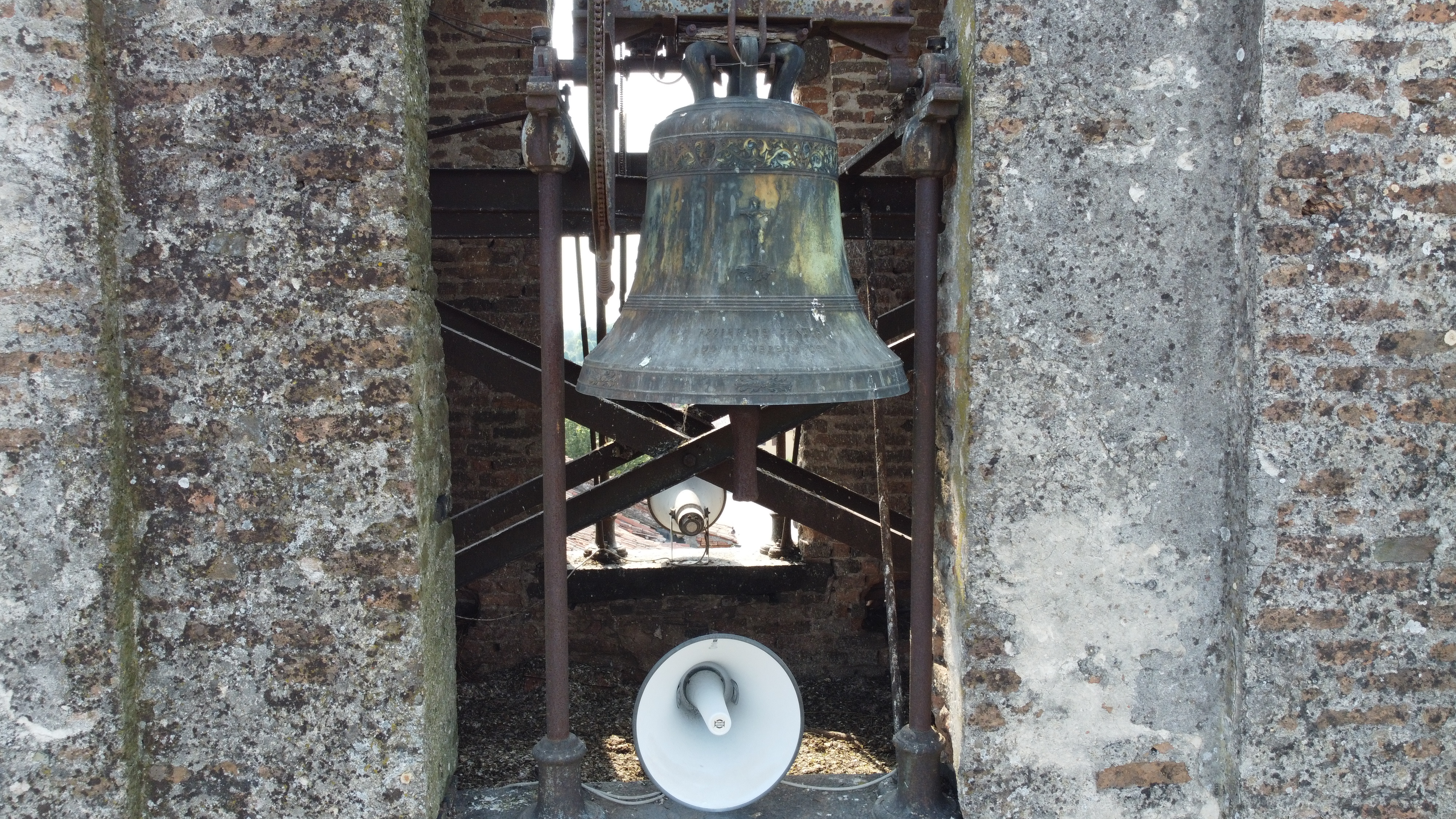
Campana quarta
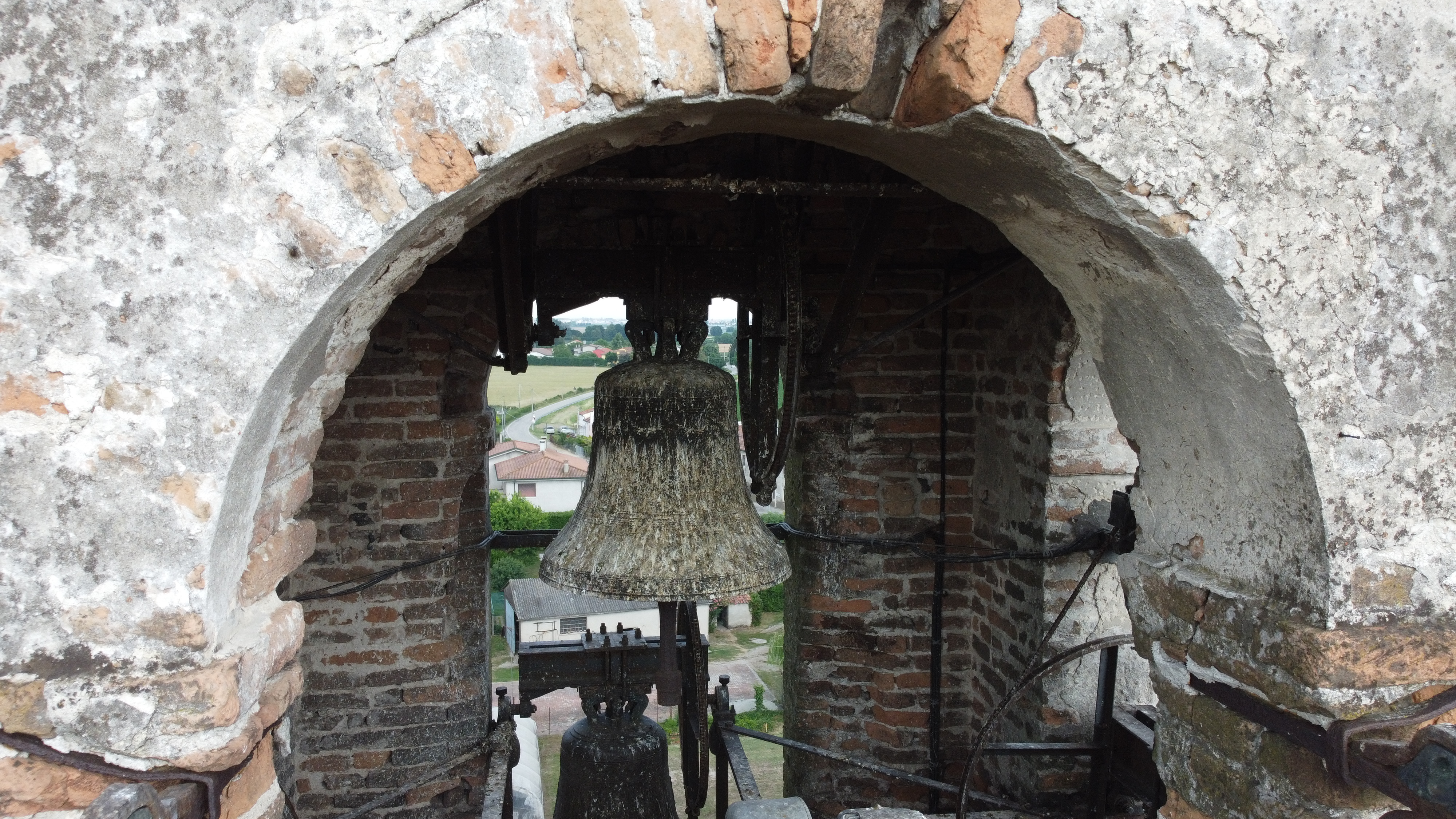
Campana quinta